# Krasnoperekopsk
Krasnoperekopsk (en ukrainien : Краснопереко́пськ ; en russe : Краснопереко́пск) est une ville située en république autonome de Crimée, en Ukraine, occupée par la Russie depuis 2014. Elle a le statut de municipalité. Sa population s'élevait à 29 815 habitants en 2013.

## Géographie
Krasnoperekopsk est située dans la partie méridionale de l'isthme de Perekop, sur les bords du lac Stare, à 19 km au sud-est d'Armiansk, à 115 km (124 km par la route) au nord de Simferopol, la capitale de la Crimée, et à 553 km (689 km par la route) au sud-est de Kyïv, la capitale de l’Ukraine.
Son climat est généralement chaud et sec en été et relativement doux en hiver. Les températures moyennes mensuelles varient de −2,4 °C en janvier à 23,3 °C en juillet. Les précipitations sont faibles : en moyenne 336 mm par an.

## Histoire
Krasnoperekopsk a été fondé en 1932 pour loger le personnel d'une usine produisant du brome. La localité a le statut de ville depuis 1966.
Krasnoperekopsk se trouve sur la voie ferrée Djankoï – Kherson, l'une des deux voies ferrées reliant la Crimée au continent.
La ville ne doit pas être confondue avec Perekop, une vieille cité de Crimée, qui fut détruite en 1920, pendant la guerre civile, et qui se trouve à 25 km au nord de Krasnoperekopsk.

## Population
Au recensement de 2001, la population de la ville comptait 53 pour cent de Russes, 43,5 pour cent d'Ukrainiens et 3,6 pour cent de Tatars de Crimée.
Recensements (*) ou estimations de la population :
| 1959* | 1970*  | 1979*  | 1989*  | 2001*  |
| ----- | ------ | ------ | ------ | ------ |
| 4 169 | 14 664 | 25 584 | 31 143 | 31 023 |

| 2009   | 2010   | 2011   | 2012   | 2013   |
| ------ | ------ | ------ | ------ | ------ |
| 30 282 | 30 201 | 30 086 | 29 984 | 29 815 |

## Économie
La principale entreprise de la ville est la société Krimskyï sodovyï zavod (ukrainien : Кримський содовий завод), qui fabrique des produits chimiques et emploie 3 250 salariés en 2007. Cette usine est une source de pollution pour la ville de Krasnoperekopsk. Elle fait partie du groupe OstChem.